# 俄羅斯法律
俄羅斯法律（俄语：Правовая система Российской Федерации；俄羅斯聯邦法律制度）即是俄羅斯聯邦的主要與基本法律基礎為俄罗斯联邦宪法。

## 階層

### 憲法
依據1993年12月12日全國公民投票以54.5％的投票通過，憲法於同年12月25日公佈生效。它闡述了政府的基本原則，宣揚法治、國家的意識形態中立、政治多元化、競爭性選舉與權力分立，並保障俄羅斯人民的基本人權。憲法建立了一個半總統制，即包括強有力的行政權力與增加總統的獨立性。自1993年公民投票通過以來，俄羅斯憲法被認為是俄羅斯最高的法律。俄羅斯憲法第15條規定：憲法應具有最高法律效力、具有直接效力，並適用於整個俄羅斯聯邦境內。法院以憲法為指導，憲法凌駕聯邦與地方法律。

### 其它
- William Partlett, Reclassifying Russian Law: Mechanisms, Outcomes, and Solutions for an Overly Politicized Field, Columbia Journal of East European Law, Vol. 2, p. 1 (2008). Available at: http://ssrn.com/abstract=1197762.

## 外部連結
- kremlin.ru/acts — Documents of the President of Russia （俄語）
- government.ru/docs — Documents of the Government of Russia （俄語）
- zakon.scli.ru — Normative legal acts of the Russian Federation from the 俄羅斯司法部（英语：Ministry of Justice of the Russian Federation） （俄語）
- pravo.gov.ru — Official Russian internet portal for legal information （俄語）
- Russian Private Law（页面存档备份，存于） — A blog in English on Russian private law problems
- Legal Research Guide: Russia（页面存档备份，存于） from the Library of Congress